# هارمونی کوارتال و کوینتال
|  |
|  |

هارمونی کوارتال (انگلیسی: Quartal harmony) در موسیقی یک ساختار هارمونیک ساخته شده از فواصل چهارم درست، چهارم افزوده و چهارم کاسته است. به عنوان مثال با تشکیل سه نت به فاصلهٔ «چهارم درست» روی نت دو، یک آکورد کوارتال (دو، فا، سی بمل) ساخته می‌شود.
هارمونی کوینتال (انگلیسی: quintal harmony) یک ساختار هارمونیک ساخته‌شده از فواصل پنجم درست، پنجم افزوده و پنجم کاسته است. برای مثال با تشکیل سه نت به فاصلهٔ «پنجم درست» روی نت دو، آکورد کوینتال (دو، سل، ر) شکل می‌گیرد.

## ویژگی

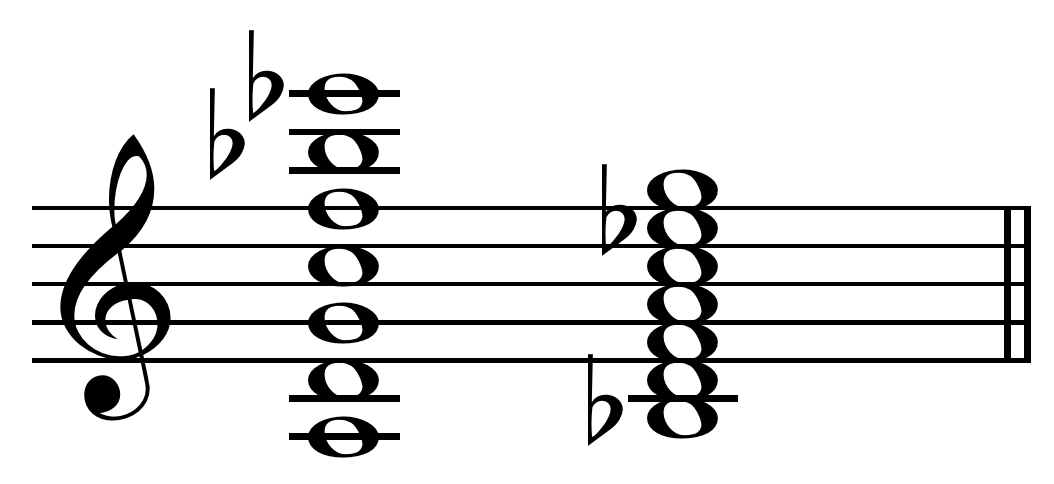
آکورد کوارتال روی ترکیبی از اجزا آکورد سیزده بر پایه نت سی بمل

استفاده از اصطلاح کوارتال و کوینتال از یک تضاد، ترکیب یا احساس، از ساختار هارمونی تیرس ایجاد می‌شود. شنوندگان آشنا با دوران قواعد مشترک، موسیقیِ تُنالی را درک و دریافت می‌کنند که تشکیل شده‌است از گام ماژور، مینور، آکورد و گام که در آن سوم بزرگ و سوم کوچک، پایه و ساختار هارمونی را تشکیل می‌دهند.
هارمونی کوینتال یک اصطلاح کمتر استفاده‌شده‌ است. از آنجایی که معکوس پنجم، فاصلهٔ چهارم است، «هارمونی کوینتال» معمولاً یک هارمونی کوارتالِ پنهان است. با توجه به این «صدادهی»، هر آکورد کوارتال داده‌شده را با تغییر زوایا و گامِ آن، می‌توان به یک «آکورد کوینتال» تغییر داد. یک آکورد کوارتال یا کوینتال مانند آکوردهای سه‌صدایی را می‌توان با روش‌های متفاوتی بیان کرد. برخی از آنها ساختار کوارتال را مبهم می‌کنند. برای مثال آکورد کوارتال (دو، فا، سی بمل) در چهار وضعیت مختلف که از میزان دوم تا چهارم، ساختار کوارتال را تغییر داده است:

## تاریخچه
در قرون وسطی از فاصلهٔ چهارم به‌عنوان صدای دوم برای همراهی ملودی استفاده می‌شد. در دوران قواعد مشترک (حدود ۱۶۰۰ تا ۱۹۰۰م)، فاصله‌ای نامطبوع (هنگامی که به‌عنوان نت زینت یا در موقعیتِ نت باس با بخش بالایی قرار می‌گرفت) شناخته می‌شد. در اواخر قرن نوزدهم و با فروپاشی تنالیسم در موسیقی کلاسیک، تمام فواصل و رابطهٔ بین آنها مورد ارزیابی دوباره قرار گرفت و توسعه یافت.

## یادداشت
1. ↑  Voicing